# Frikadelli Racing

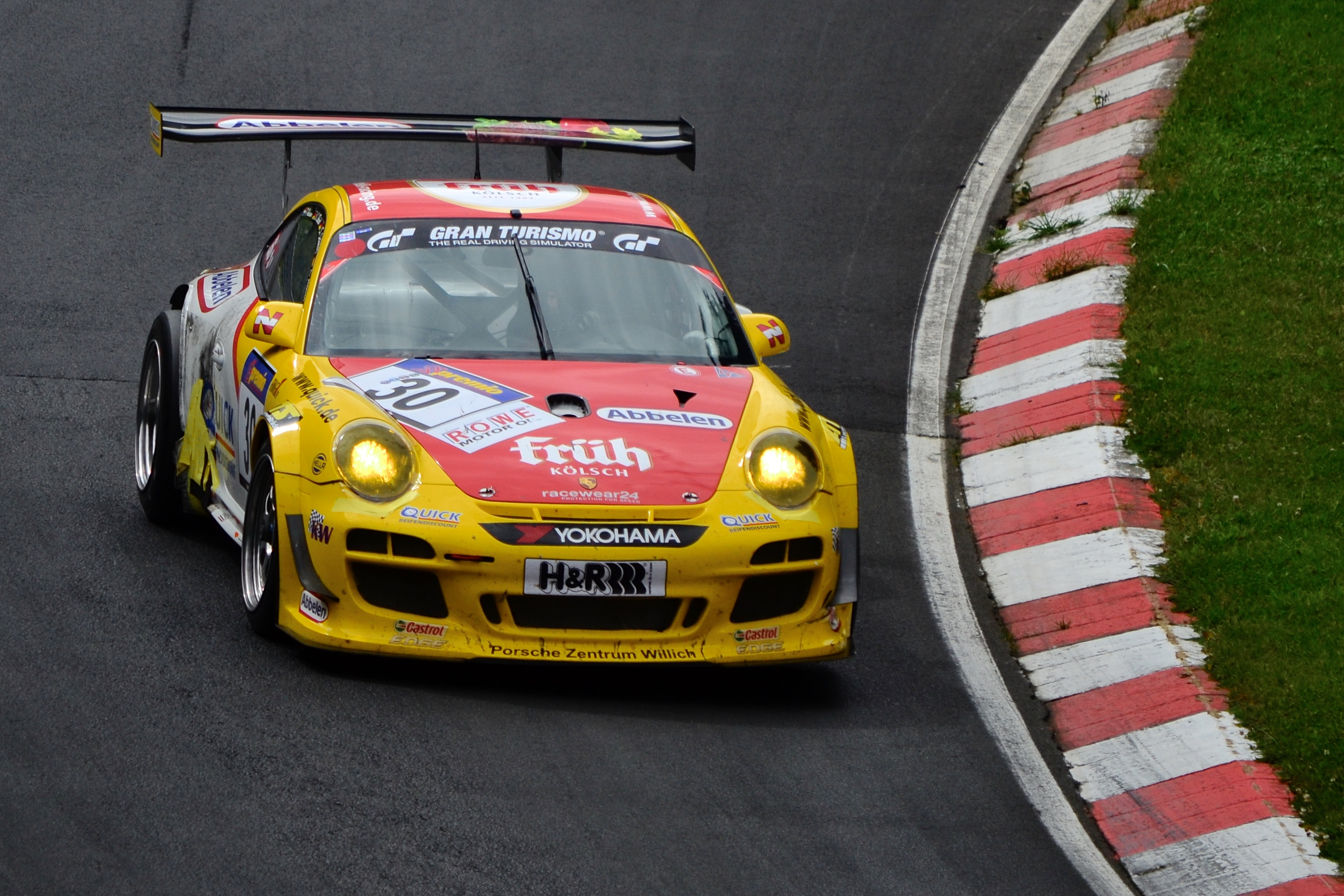
Porsche 911 GT3 R 997 mit Sabine Schmitz auf der Nordschleife in der VLN 2012

Frikadelli Racing ist ein privates deutsches Motorsportteam, das 2005 von Klaus Abbelen gegründet wurde. Sitz des Teams ist in Barweiler, in unmittelbarer Nähe zum Nürburgring, wo das Team im Jahr 2010 eine rund 1800 Quadratmeter große Halle bezog.
Neben Teamchef Abbelen fuhren auch seine im März 2021 verstorbene Ehefrau Sabine Schmitz und diverse Gastfahrer für das Team, außerdem sind rund 15 Mechaniker beschäftigt.
Frikadelli Racing startete 2005 noch zu Testzwecken mit einem umgebauten Porsche 997 GT3 aus dem Porsche Supercup bei vier Läufen der BFGoodrich Langstreckenmeisterschaft und dem 24-Stunden-Rennen auf dem Nürburgring. 2006 bestritt das Team erstmals die komplette Saison. Von 2006 bis zum 24-Stunden-Rennen 2007 erhielt Frikadelli Racing Unterstützung von Manthey Racing. Zur Saison 2009 wurde das Fahrzeug zum Porsche 997 GT3 RSR umgerüstet.
Seit 2010 startet das Team mit dem Porsche 911 GT3 R 997 in der VLN auf dem Nürburgring in der Klasse der GT3-Fahrzeuge, bei der sie mehrmals Podestplätze in der Gesamtwertung erreichen. Für die Saison 2012 wurde die Fahrerstammbesetzung mit den Piloten Christopher Brück (ADAC GT-Masters) und Patrick Huisman (Porsche Supercup) erweitert.
Im Jahr 2013 setzte das Team wieder einen Porsche 911 GT3 R 997 ein, welcher im Gegensatz zum Vorjahresfahrzeug nochmals verbessert werden konnte. Die Fahrerstammbesetzung in der Saison stellten Klaus Abbelen, Sabine Schmitz und Patrick Huisman. Sporadische Unterstützung kam von Porsche-Werkspilot Patrick Pilet und Henry Moser. In dieser Konstellation gelang dem Team der erste Gesamtsieg in der VLN Langstreckenmeisterschaft und der Gewinn der erstmals vergebenen VLN Speed-Trophäe als Team mit den meisten Punkten in der Gesamtsieg-Wertung.
Im Jahr 2023 erweiterte das Team seine Fahrzeugflotte um den neuen Ferrari 296 GT3 und konnte das 24-Stunden-Rennen auf dem Nürburgring mit neuem Streckenrekord gewinnen.
Die größten Erfolge des Teams sind zehn Podestplatzierungen und eine Pole-Position bei Läufen der BFGoodrich Langstreckenmeisterschaft sowie der Gesamtsieg beim 24-Stunden-Rennen auf dem Nürburgring 2023.